# Tempo (Schiff, 1929)
Tempo war der Name eines Fahrgastschiffes in Berlin.

## Geschichte
Zwei Reedereien namens Hintze waren 1931 an der Woltersdorfer Schleuse ansässig: Gustav Hintze mit den Schiffen Stienitzsee, Joachim und Anna und der Adresse Strandpromenade 4 und Karl Hintze in der Strandpromenade 3. Karl Hintze hatte damals außer der Tempo noch die Schiffe Kranichsberg und Brandenburg im Einsatz. 
Das größte Schiff der Flotte war mit einer Zulassung zur Beförderung von 330 Personen die Tempo. Sie war 1929 auf der Werft der Gebrüder Winkler in Kalkberge für Karl Hintze gebaut worden und hatte zunächst den Namen Ilschen erhalten. Schon 1929 wurde aber der Namen des Schiffes in Tempo geändert. Der neue Namenszug am Bug des Schiffes wurde zunächst in derselben Schriftart ausgeführt, die auch für die Kopfzeile der gleichnamigen Tageszeitung des Ullstein Verlags verwendet wurde. Diese Zeitung existierte nur wenige Jahre lang. Das Schiff wurde nach Einstellung der Zeitung 1933 zwar nicht umgetauft, trug aber später seine Namensaufschrift in Blockbuchstaben.
Die Tempo hatte einen 90-PS-Dieselmotor. Sie wurde für den Nahverkehr auf dem Flakensee und für Tourenfahrten ab Berlin eingesetzt. 1935 durfte sie nach wie vor 330 Personen befördern.
Das Schiff stand, wie Kurt Groggert schreibt, „der Reederei nach dem Kriege nicht mehr zur Verfügung“; es wurde offenbar wie die Kranichsberg 1946 von der Sowjetunion beschlagnahmt und abtransportiert.
Auch das Schwesterschiff der Tempo, die 1930 für den eigenen Bedarf gebaute Deutschland der Reederei der Gebrüder Winkler, fuhr nach dem Krieg nicht mehr in Berlin. Es wurde von der Wehrmacht auf dem Rückzug im Dnepr versenkt.